# La Molsosa
La Molsosa (spanisch Molsosa) ist eine spanische Gemeinde (municipio) der Provinz Lleida im Innern der autonomen Region Katalonien. La Molsosa hat 103 Einwohner (Stand: 2024). Die Gemeinde besteht neben La Molsosa aus den Ortschaften Enfesta und Prades.

## Lage
La Molsosa liegt etwa 90 Kilometer ostnordöstlich von Lleida und etwa 75 Kilometer nordwestlich von Barcelona in den Pyrenäen in einer Höhe von ca. 700 m. 

## Bevölkerungsentwicklung
| Jahr        | 1900 | 1950 | 1970 | 1981 | 1991 | 2001 | 2011 | 2021 |
| ----------- | ---- | ---- | ---- | ---- | ---- | ---- | ---- | ---- |
| Einwohner   | 204  | 263  | 176  | 145  | 135  | 129  | 116  | 102  |
| Quelle: INE |      |      |      |      |      |      |      |      |

## Sehenswertes
- Burgruine von Enfesta
- Marienkirche von Torredenego

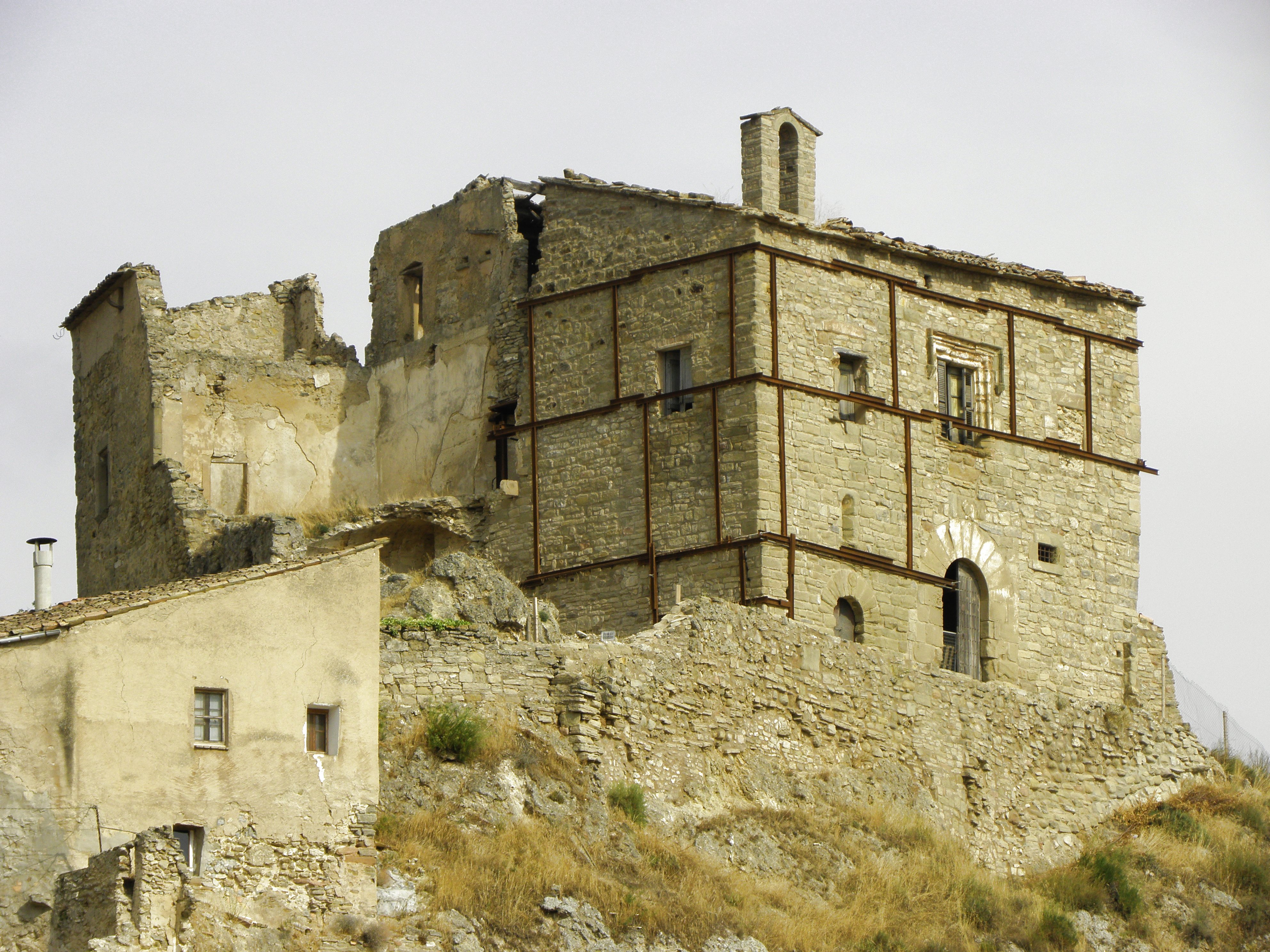
Burganlage von Enfesta
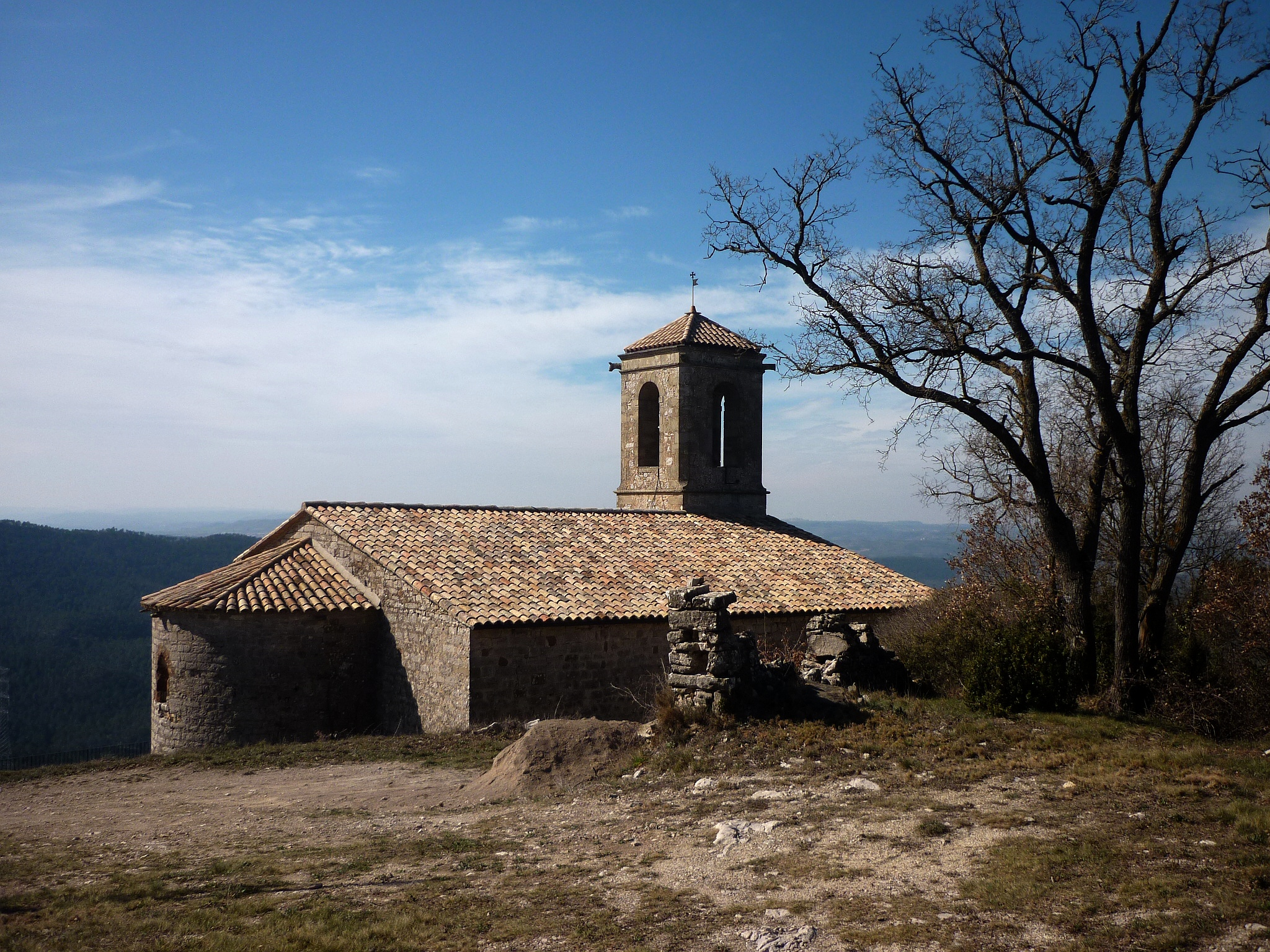
Alte Kirche von La Molsosa
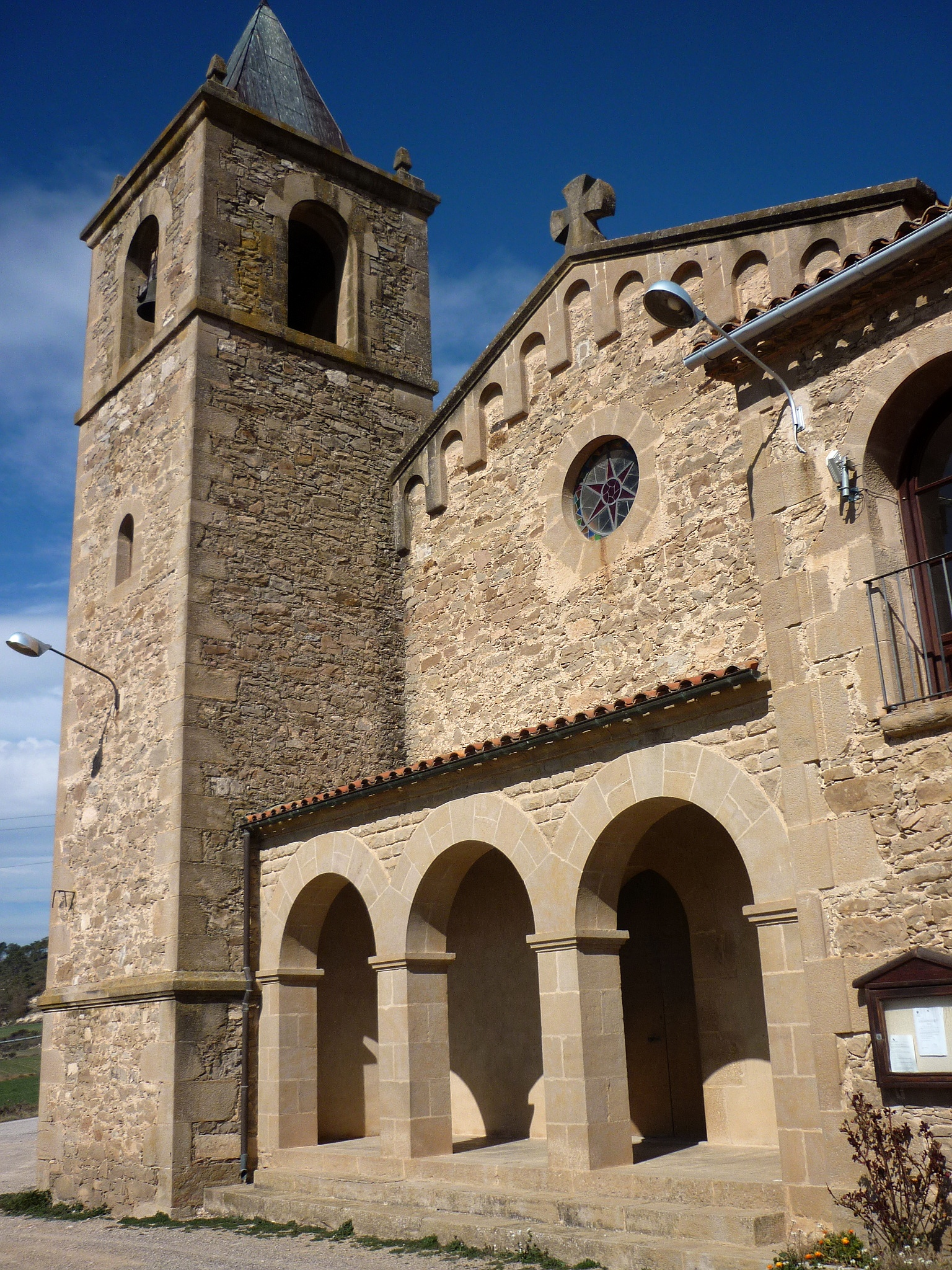
Marienkirche
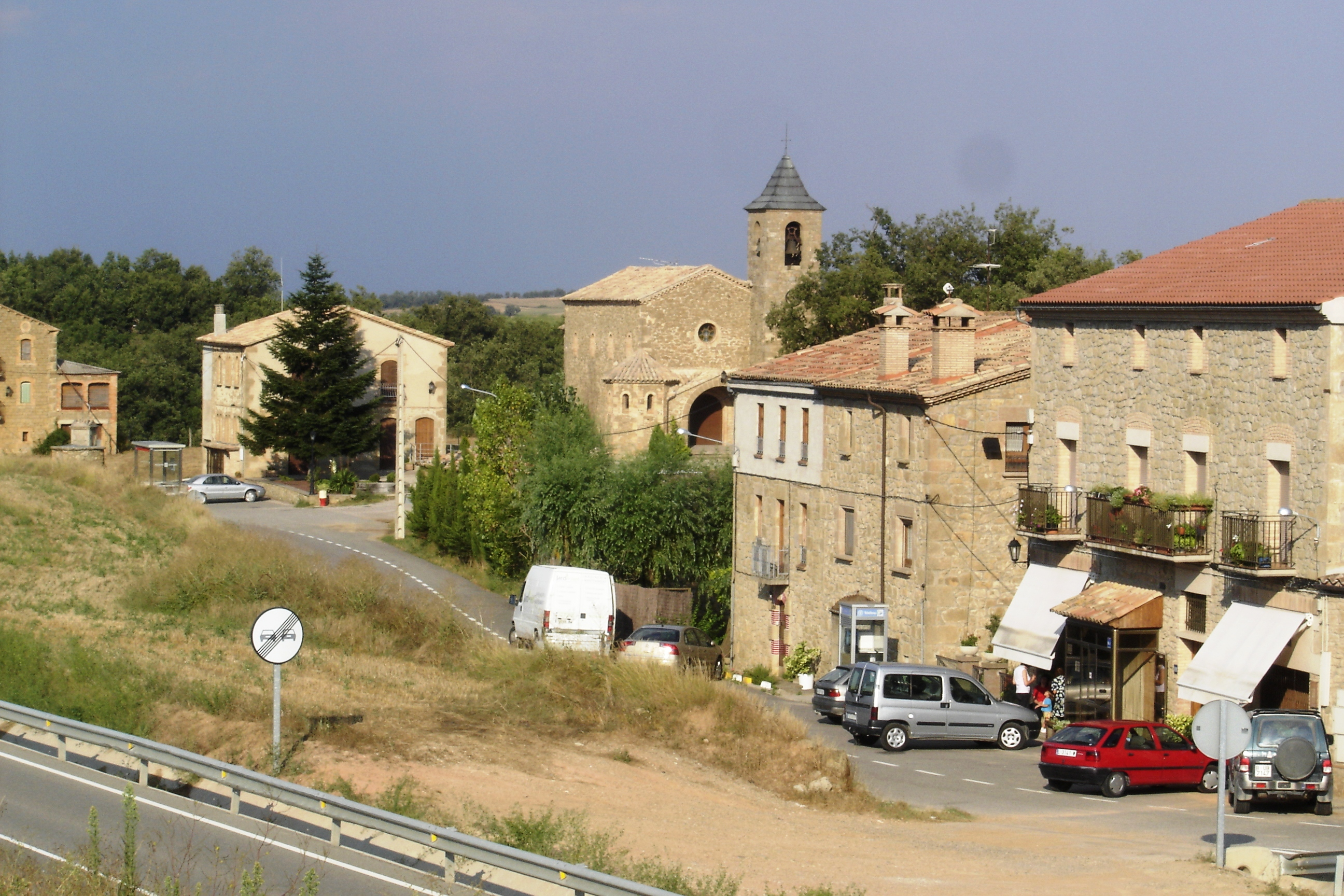
Rathaus